# Podvlčí
Podvlčí je malá vesnice, část obce Dolní Beřkovice v okrese Mělník ve Středočeském kraji. Nachází se asi dva kilometry západně od Dolních Beřkovic. Je zde evidováno 30 adres. Trvale zde žije 31 obyvatel.
Podvlčí leží v katastrálním území Dolní Beřkovice o výměře 6,9 km².

## Historie
První písemná zmínka o vesnici pochází z roku 1627.

## Obyvatelstvo
| Rok            | 1869 | 1880 | 1890 | 1900 | 1910 | 1921 | 1930 | 1950 | 1961 | 1970 | 1980 | 1991 | 2001 | 2011 | 2021 |
| -------------- | ---- | ---- | ---- | ---- | ---- | ---- | ---- | ---- | ---- | ---- | ---- | ---- | ---- | ---- | ---- |
| Počet obyvatel | 42   | 47   | 61   | 54   | 89   | 92   | 80   | 73   | 84   | 67   | 49   | 23   | 31   | 42   | 55   |
| Počet domů     | 8    | 8    | 8    | 12   | 18   | 20   | 22   | 26   | 26   | 25   | 18   | 30   | 30   | 29   | 30   |

## Obecní správa
Při sčítání lidu v letech 1850–1909 Podvlčí bylo osadou obce Křivenice v okrese Mělník. Od roku 1910 je částí obce Dolní Beřkovice v okrese Mělník.